# Реншоу, Марк
Марк Реншоу (англ. Mark Renshaw; род. 22 октября 1982 в Батерсте, штат Новый Южный Уэльс, Австралия) —  австралийский профессиональный  шоссейный велогонщик, выступающий за команду мирового тура «Qhubeka Assos».
С 2014 года известен как главный развозящий спринтера Марка Кавендиша.

## Достижения

### Трек
2001
1-й  Чемпион Австралии — Гит
2002
1-й  Чемпион мира — Командная гонка преследования (участвовал только в отборочных раундах, но классифицируется как чемпион мира)
Игры Содружества
1-й  — Командная гонка преследования
1-й  — Гонка по очкам
Чемпионат Австралии
1-й  Чемпион Австралии — Гонка по очкам
1-й  Чемпион Австралии — Командная гонка преследования
1-й  Чемпион Австралии — Скрэтч
2004
6-й Летние Олимпийские игры — Гонка по очкам

### Шоссе
1997
1-й  Чемпион Австралии — Индивидуальная гонка (юниоры)
2000
1-й  Чемпион Австралии — Индивидуальная гонка (U23)
2005
2-й - Гран-при Денена
2006
1-й - Тро-Бро Леон
1-й - Этап 3 Тур Средиземноморья
3-й - Bay Classic Series  - Генеральная классификация
1-й - Этап 5
2007
1-й  - Bay Classic Series - Генеральная классификация
1-й - Этап 2
1-й - Пипл’с Чойс Классик
1-й - Этап 2 Тур Пикардии
2-й - Гран-при Денена
2-й - Тур Вандеи
2008
1-й  - Bay Classic Series - Генеральная классификация
1-й - Этап 3
1-й - Этап 1 Тур Даун Андер
1-й - Этап 2 Тур де Еврометрополь
2-й - Пипл’с Чойс Классик
2-й - Ваттенфаль Классик
2009
1-й - Этап 1 (КГ) Джиро д’Италия
2010
1-й - Этап 4 Тур Дании
2011
1-й  - Тур Катара - Генеральная классификация
1-й - Этап 4
1-й - Этап 1 (КГ) Джиро д’Италия
1-й - Этап 5 Тур Британии
2-й - Пипл’с Чойс Классик
2012
1-й - Этап 4 Тур Турции
2-й - Париж — Брюссель
3-й - Мемориал Рика Ван Стенбергена
3-й - Классика Арнем — Венендал
4-й - Дельта Тур Зииланд  - Генеральная классификация
2013
1-й - Классика Альмерии
1-й - Этап 1 Энеко Тур
2014
1-й - Этап 1 (КГ) Тиррено — Адриатико
1-й - Этап 2 Тур Британии
5-й Игры Содружества — Групповая гонка
2015
3-й - Классика Альмерии
9-й - Пипл’с Чойс Классик
2016
2-й - Лондон — Суррей Классик
5-й - Тур Кёльна
7-й - Классика Гамбурга
2017
6-й - Пипл’с Чойс Классик

## Статистика выступлений

### Гранд-туры
| Гонка           | 2005 | 2006 | 2007 | 2008 | 2009 | 2010 | 2011 | 2012 | 2013 | 2014 | 2015 | 2016 | 2017 |
| --------------- | ---- | ---- | ---- | ---- | ---- | ---- | ---- | ---- | ---- | ---- | ---- | ---- | ---- |
| Джиро д'Италия  | 144  | —    | —    | —    | НФ   | —    | НФ   | НФ   | —    | —    | —    | —    | —    |
| Тур де Франс    | —    | —    | —    | НФ   | 146  | НФ   | 161  | НФ   | —    | 142  | НФ   | НФ   | НФ   |
| Вуэльта Испании | —    | НФ   | 143  | —    | —    | —    | —    | 22   | —    | —    | —    | —    | —    |

| —  | Не участвовал  |
| НФ | Не финишировал |